# Ras Ain Rhamna
Ras Ain Rhamna (àrab: رأس العين الرحامنة, Raʾs al-ʿAyn ar-Rhāmna; amazic estàndard marroquí: ⵕⴰⵙ ⵄⵉⵏ ⵕⵃⴰⵎⵏⴰ, Ṛas ℇin Ṛḥamna) és una comuna rural de la província de Rehamna, a la regió de Marràqueix-Safi, al Marroc. Segons el cens de 2014 tenia una població total de 14.284 persones.